# Вулиця Над Яром (Тернопіль)
Вулиця Над Яром — вулиця в житловому масиві «Канада» міста Тернополя.

## Відомості
Розташована в історичній місцевості «Гицлівка». Розпочинається від вулиці Квітки Цісик, пролягає на північ, де і закінчується. На вулиці розташовані багатоповерхівки. Через вулицю Галицьку пов'язана з проспектом Злуки.

## Транспорт
Рух вулицею — двосторонній, дорожнє покриття — асфальт. Громадський транспорт по вулиці не курсує, найближчі зупинки знаходяться на проспекті Злуки.